# Мухаммад Таки Сохиб Алиабади
Мухаммад Таки Сохиб Алиабади (перс. محمدتقی صاحب علی‌آبادی‎, Muhammad Taki Sohib Aliabadi) или Мухаммад Таки бен Мирза Мухаммад Зеки Алиабади Мазендерани родился в 1784 году в городе Алиабад. Был прозван «мастером стихосложения» и являлся одним из представителей учёных и правительственных деятелей при дворе Фетх Али-шаха.

## История жизни
Был знающим и опытным мастером письма. По причине того, что для него наступили трудные времена, так как его работа не имела успеха, он переехал из Мазендерана в Тегеран, где был представлен Фетх Али-ханом Соба двору Фетх Али-шаха и впоследствии начал работу в качестве специального секретаря. Спустя три года был назначен управляющим шахского дома. Он имел большое доверие со стороны шаха, поэтому все тайные частные сообщения и письма шаха были составлены именно им. Через несколько лет был назначен на службу в министерство Зенджана, проработав там в течение десяти лет, по приказу шаха вынужден был вернуться в Тегеран, где впоследствии получил прозвище «мастер стихосложения». Однако спустя 4 года был отстранён от должности, и Мирза Таки Наваи Мазендерани стал вместо него секретарём аль-Мамалика.
В касыдах и газелях имел псевдоним «мастер» и «мастер стихотворения». Его стихотворения имеют порядка 5500 бейтов.
Несколько лет в Зенджане он был занят опекунством Абдуллы Мирза, сына Фетх Али-шаха, и затем два года был ответственным за другого сына шаха, Мухаммад Резы Мирза в Гиляне. Говорят, что он также был мастером этики и морали, поэтому его поэзия была восхитительно приятной и мелодичной, а проза чистой и искренней.
После прихода к власти Мохаммад-шаха в 1834 году, Алиабади в феврале того же года был взят на службу принцем (сыном шаха) Мухаммадом Кули Мирза, который был губернатором Мазендерана. Алиабади был вызван в Тегеран из-за опасения возможного начала бунта. Он ответственно выполнял свои обязанности и затем был отправлен на службу в Шираз, где обрёл дружественные отношения с Висалем Ширази, однако, спустя несколько лет по причине болезни по разрешению шаха вернулся в Тегеран. После перенесенного инсульта он вынужден был оставаться дома, затем его настигла слепота и паралич. Алиабади скончался в 1840 году. «Мастер стихосложения» вошёл в число самых известных и почитаемых поэтов времен правления Каджаров.